# هالة الخزندار
هالة جار الله نعمان الخزندار عالمة فيزياء فلسطينية من مواليد غزة. هي أستاذ دكتور في قسم الهندسة الكهربائية ونظم المعلومات في الجامعة الإسلامية بغزة. فازت بالعديد من الجوائز المرموقة مثل جائزة البحث العلمي للعلوم الطبيعية (2010)؛ جائزة الإيسيسكو للعلوم والتكنولوجيا (2014)، جائزة التميز البحثي والتعليمي من أكاديمية العالم للعلوم التكنولوجيا لتطوير العلوم في الدول النامية (2015). وهي عضوة في الجمعية الدولية للمرأة المسلمة في العلوم ومنظمة المرأة في العلوم من أجل العالم النامي وجمعية الخريجات في قطاع غزة، وعضو مُؤسس في منصة النساء الفلسطينيات في العلوم، والتي تركز على رفع وعي وتشجيع الفتيات على الانخراط في البحث العلمي مع العمل على زيادة أعداد الفتيات في المجالات العلمية؛ وتقول «نعمل على الترويج لأهداف المنصة الأم من خلال دعم وجود الفتيات في التخصصات العلمية وتوفير منح لهن، وحاليًا نسعى لتشكيل لجان خاصة تقوم بعمليات توفير دعم محلي وفرص للنساء والفتيات لتحفيزهن على التوجه للعلوم، وكسر الفجوة الموجودة في هذا المجال. أحِفّز الفتيات على خوضه فالناس لا ترغب أن تدرسه الفتيات، لكنه يتحكم في الكثير من مفاصل حياتنا، بدءً من الريموت كنترول وصولًا إلى الدوائر الكهربائية المُتعلقة بالهاتف المحمول والطاقة الكهربائية والطاقة البديلة».

## دراستها العليا
حصلت هالة الخزندار على بكالوريوس الفيزياء في جامعة بيرزيت عام 1987، فيما نالت درجة الماجستير عام 1995 من جامعة ولاية نيو مكسيكو بالولايات المتحدة الأمريكية ثم الدكتوراه من الجامعة ذاتها عام 1999. وفي 2000، التحقت بالجامعة الإسلامية بغزة للعمل في الهندسة الكهربائية.

## نتاجها العلمي
نشرت أكثر من مائة بحث علمي، حيث أبرزت من خلالهم نتاجها العلمي بدءً من دراسة الألياف الضوئية وتطبيقاتها في الاتصالات والمجسات الضوئية؛ مرورًا بدراسة الميتا متيريل وتطبيقاتها في العديد من المجالات ولا سيما في الاتصالات ثم دراسة خصائص خطوط النقل للموجات الميكروويف ولا سيما في وجود مقوم شوتكي والمقوم الرنان.

## الجوائز
- جائزة البحث العلمي للعلوم الطبيعية (2010).
- جائزة الإيسيسكو للعلوم والتكنولوجيا (2014).
- جائزة التميز البحثي والتعليمي من أكاديمية العالم للعلوم التكنولوجيا لتطوير العلوم في الدول النامية (2015).